# 아문적애
《아문적애》(我们的爱)는 2017년 방송되었던 중국의 드라마이다.

## 소개
- 현대 가정에서 가족의 사랑과 책임에 관한 이야기를 담은 드라마

## 등장 인물
- 진둥 - 쉬광밍 역
- 판훙 - 치수란 역
- 동뢰 (童蕾) - 딩쉬에 역
- 왕지선 (王芷璇) - 팅팅 역
- 당도 (党涛) - 쉬에리쥔 역
- 정청문 (郑清文) - 리멍주 역
- 진목양 (David Chen) - 캉지엔 역
- 초체이 (焦体怡) - 쉬푸 역
- 주아영 (朱亚英) - 쉬무 역